# 日本鼩鼴
日本鼩鼴（學名：Urotrichus talpoides）是日本特有的鼴科哺乳動物，也是日本鼩鼴屬的模式種與現存唯一物種，和名日不見（日语：／ himizu）。

## 分布與亞種
日本鼩鼴是日本特有種，至少有兩個亞種被認可：
- 指名亞種（Urotrichus talpoides talpoides Temminck, 1841）
- 對馬亞種（Urotrichus talpoides adversus Thomas, 1908）

一些研究者還認可以下三個亞種，也有研究者將其視作指名亞種的同物異名：
- 四國亞種（Urotrichus talpoides centralis Thomas, 1908）
- 本州亞種（Urotrichus talpoides hondonis Thomas, 1908）
- 隱岐亞種（Urotrichus talpoides minutus Tokuda, 1932）

## 形態描述
日本鼩鼴頭體長89至104毫米，後足長13.8至16毫米，體重14.5至28.5公克，是繼毛吻鼩鼴後，日本第二小的鼴鼠，前掌也比日本大部分的鼴科物種小。其身體背部呈黑色至黑褐色，腹側毛色較淡。外耳殼缺失。尾部粗壯，呈棍棒狀，長27至38毫米（相當於頭胸長的三分之一），基部以外的區域生有洗瓶刷般的剛毛，其中末端的剛毛較長。
日本鼩鼴的頭骨大小與形態存在地域性差異，見島族群的頭骨最大，隱岐族群的頭骨最小，對馬族群頭骨的整體外形較狹長。總齒數36，其中第一犬齒相當大，末端尖銳；由於不同研究者對第五顆牙齒類型的判讀不同，齒式存在「門齒3/2、犬齒1/1、前臼齒3/2、臼齒3/3」和「門齒2/1、犬齒1/1、前臼齒4/3、臼齒3/3」兩種解讀。

## 生態習性
雜食性，取食對象會隨季節變動，包含蚯蚓、蜈蚣、蜘蛛和小型昆蟲，以及植物的種子、果實和幼根，亦被觀察到取食人類栽種的大豆、大麥，或是加工製成的麵粉。